# Surface Book
Surface Book是由微软推出的运行64位的Windows 10 Pro一个可变形笔记本电脑产品，是Microsoft Surface系列的新产品，可以透過插拔及翻轉進行變形。 Surface Book于2015年10月6日发布。

## 设计
Surface Book採用可拆卸设计，分为「屏幕部分」和「键盘部分」，屏幕部分可单独使用，可與键盘部分組合成筆記型電腦使用，亦可反向插在键盘底座上，方便攜帶。

### 屏幕部分
Surface Book具有13.5寸触摸屏，分辨率为3000x2000，像素密度为267ppi。屏幕部分具有完整電腦架構並具有3.5mm耳機接口、電源鍵和音量鍵，可配合 Surface Pen 当作单独的平板电脑使用，且屏幕下方配备Surface Connect接口，可单独充电。

### 键盘部分
键盘部分具有全尺寸背光键盘和触控板，Surface Book的接口大部分在键盘中，包括有Surface Connect磁吸式电源接口、两个全尺寸USB 3.0、一个全尺寸SD卡读卡口和Mini DisplayPort接口，更可以塔配Surface Dock，帶來更豐富接口。另外dGPU型號的键盘部分具有獨立顯卡，可以提供更強大的圖形顯示效能。

### 鉸鏈
Surface Book的轉軸採用鉸鏈的設計，亦因此使「屏幕部分」和「鍵盤部分」間出現空隙，這種設計有它的原因及好處。第一，增加了鉸鏈厚度，帶來更高阻尼，使屏幕能實現1－150度的無段式支撐。第二，防止屏幕與鍵盤接觸，避免屏幕受損或印上污漬。第三，由於配有獨立顯卡的型號會放置於「鍵盤部分」中，並需要為顯卡作散熱處理，所以在鍵盤上方安置散熱孔，即使在屏幕反插時顯卡仍然可以散熱，提供更高效能。第四，「屏幕部分」和「鍵盤部分」間採用PCIe方式連接，數據線較平常粗，而鉸鏈設計可避免過度屈曲而受到磨損。

### 電池
官方稱Surface Book具12小時「屏幕部分」的續航能力（i5，256GB，8GB RAM版本）。Surface Book的「屏幕部分」和「鍵盤部分」分別内置電池，「屏幕部分」的電池可供4小時續航，「鍵盤部分」則提供另外8小時續航。

### 作業系統
Surface Book預裝了64位元的Windows 10專業版及30天試用版Microsoft Office。

## 型号
Surface Book 基于第六代 Intel 酷睿处理器。高端型号中在键盘底座中配备英伟达的独立显卡，支持热插拔。Surface Book 的内置储存和内存不可由用户升级。

另外，只要額外付費200美元就就可以讓i5處理器、8GB內存獲得獨立顯卡，但會從256GB下降至128GB  
| CPU                 | 显卡                                     | 内存 | 内置存储 | 售價(美元) | 售價(港元) |
| ------------------- | ---------------------------------------- | ---- | -------- | ---------- | ---------- |
| Intel Core i5-6300U | Intel® HD Graphics 520                   | 8GB  | 128GB    | $1499.00   | $11588     |
| Intel Core i5-6300U | Intel® HD Graphics 520                   | 8GB  | 256GB    | $1699.00   | 不提供     |
| Intel Core i5-6300U | Intel® HD Graphics 520 + NVIDIA® GeForce | 8GB  | 256GB    | $1899.00   | $14688     |
| Intel Core i7-6600U | Intel® HD Graphics 520 + NVIDIA® GeForce | 8GB  | 256GB    | $2099.00   | $16288     |
| Intel Core i7-6600U | Intel® HD Graphics 520 + NVIDIA® GeForce | 16GB | 512GB    | $2699.00   | $20888     |
| Intel Core i7-6600U | Intel® HD Graphics 520 + NVIDIA® GeForce | 16GB | 1TB      | $3199.00   | 不提供     |

## 配件

### Surface Pen
今次配備了新設計的 Surface Pen，將背後改為平面，使 Surface Pen 更容易吸附，亦將「右鍵」改為長條形放在這面，「橡皮檫」則與原「OneNote鍵」集成為「Magic Button」按一下 Magic Button 会开启 OneNote，按两下会截屏发送到 OneNote，长按会召出 Cortana。手寫筆擁有 1024級壓感，比上代 Surface Pen 的 256級壓感帶來更精確的書寫和繪畫體驗，电池续航可达一年。
| 銀色 | 紅色 | 深藍色 | 黑色 |
| ---- | ---- | ------ | ---- |
|      |      |        |      |

#### 手寫筆尖套件
用戶可以選擇適合的筆尖使用，有四種筆尖2H、H、HB、B選擇，對應鉛筆的硬度，Surface Pen預裝為HB。

### Surface Dock
Surface Dock透過连接SurfaceConnect 接口可提供額外接口，其中包括四个USB 3.0，一个吉比特以太网端口，兩个Mini DisplayPort接口和3.5 mm音频接口（输出）。Surface Dock可共用於Surface Book、Surface Pro 4、Surface Pro 3。